# Aphelandra neillii
Aphelandra neillii är en akantusväxtart som beskrevs av D. C. Wasshausen. Aphelandra neillii ingår i släktet Aphelandra och familjen akantusväxter. Inga underarter finns listade i Catalogue of Life.